# Alliance nationale démocratique (Soudan)
Pour les articles homonymes, voir Alliance nationale démocratique.
L'Alliance de l'opposition soudanaise est une coalition politique soudanaise basée à Asmara. Elle regroupe notamment :
- une partie du Congrès Beja (est du pays) ;
- l’Alliance nationale soudanaise et sa branche armée, les Forces de l’alliance soudanaise (est du pays) ;
- le Mouvement de libération du Soudan (MLS) et sa branche armée, l'Armée de libération du Soudan (Darfour) ;
- le Mouvement populaire de libération du Soudan et son bras armée, l'Armée populaire de libération du Soudan (SPLA) ;
- le Parti communiste soudanais.

Certains mouvements agissent souvent sans l'accord de l'Alliance.